# Напакиак (аэропорт)
Аэропорт Напакиак (англ. Napakiak Airport), (ИАТА: WNA, ИКАО: PANA, FAA LID: WNA) — коммерческий аэропорт, расположенный в населённом пункте Напакиак (Аляска), США.
Порт находится в собственности штата Аляска.

## Статистические данные
По данным статистики Федерального управления гражданской авиации США услугами аэропорта в 2008 году воспользовалось 1840 человек, что на 0,7 % больше в сравнении с предыдущим годом.
Аэропорт Напакиак включен Федеральным управлением гражданской авиации США в общий план развития аэропортовой системы США в период с 2009 по 2013 годы в качестве аэропорта, обслуживающего рейсы авиации общего назначения.

## Операционная деятельность
Аэропорт Напакиак расположен на высоте 5 метров над уровнем моря и эксплуатирует одну взлётно-посадочную полосу:
- 16/34 размерами 990 x 18 метров с гравийным покрытием.